# Петро Прима
Петро Прима (*д/н — після 1701) — український політичний та військовий діяч, кошовий отаман Війська Запорізького у 1694—1695 та 1699—1700 роках.

## Життєпис
Про дату і місце народження немає відомостей. Влітку 1694 року обирається кошовим отаманом замість Івана Шарпила, що зазнав поразки від татар. Новий кошовий восени того ж року ходив новим походом на татар, але, не діждавши допомоги від гетьмана Івана Мазепи, без істотного успіху повернувся на Січ. Невдоволені відсутністю здобичі та покаранням татар за поразку влітку, вже у лютому 1695 року позбавили Петра Приму булави. Замість нього було обрано Максима Самійленка.
У серпні 1699 року вдруге стає кошовим отаманом замість Мартина Стукала. Під час своєї каденції зіткнувся з конфліктами між запорожцями та московськими залогами у Кодаку та Тавані (поблизу теперішньої Каховки). Для вирішення конфлікту відправив туди двох полковників. Особливо складна ситуація була у Тавані, де проти запорізького полковника Михайла Костенка виступив сердюцький (гетьманський) полковник Яків Покотило і московський воєвода Іван Опухтін. Скарги на дій цих військовиків гетьману Мазепі та цареві Петру I не дали особливого результату. Кошовий відправляв також до останнього запорізьке посольство, але й воно не мало успіху.
У лютому 1700 року переобирається на посаді. З огляду на досягнення миру між Османською імперією та Московським царством утримував козаків від нападу на землі ногайських та кримських татар. Разом з тим Прима використовував мирну ситуацію задля поліпшення військового та майнового становища, розвитку посередницької торгівлі. У відділі рукописів Чернігівського обласного історичного музею вдалося розшукати в рукописній збірці № 359 проїжджий універсал (подорожний лист) кошового отамана Петра Прими, датований 11 березня (28 лютого за старим стилем) 1700 року. Автор видав цей документ Миколі, слузі генерального судді Війська Запорізького Петра Забіли, котрий їхав у Крим для купівлі коней. У цьому документі він писав: «вельможним… султанам, беям, агам, мурзам й іншим панства Кримського преложоним…», щоб вони пропустили вільно у Крим й звідти козака Миколу.
Наприкінці 1700 року поступається владою Герасиму Крисі. Про подальшу долю Прими нічого невідомо.